# Amt Telgte
Das Amt Telgte war ein Amt im Landkreis Münster in Nordrhein-Westfalen. Im Rahmen der nordrhein-westfälischen Gebietsreform wurde das Amt zum 1. Januar 1975 aufgelöst.

## Geschichte
Im Rahmen der Einführung der Landgemeindeordnung für die Provinz Westfalen wurde 1844 im Landkreis Münster die Bürgermeisterei Telgte in das Amt  Telgte überführt. Dem Amt gehörten die Stadt Telgte, die Gemeinde Kirchspiel Telgte (auch Landgemeinde Telgte genannt) sowie die Gemeinde Westbevern an.
Am 1. Juli 1968 wurde die Gemeinde Kirchspiel Telgte durch das Gesetz über den Zusammenschluß der Stadt Telgte und der Gemeinde Kirchspiel Telgte in die Stadt Telgte eingemeindet.
Das Amt Telgte wurde zum 1. Januar 1975 durch das Münster/Hamm-Gesetz aufgelöst. Westbevern wurde auf die Stadt Telgte und die Gemeinde Ostbevern aufgeteilt, die beide zum neuen Kreis Warendorf kamen. Rechtsnachfolgerin des Amtes ist die Stadt Telgte.

### Wappen
| Wappen des früheren Amtes Telgte | Blasonierung: „In Gold (Gelb) ein roter Bieber unter einem blauen Wellenbalken, aus dem eine grüne Eiche zwischen grünen Grashalmen hervorsprießt.“ |
| Wappen des früheren Amtes Telgte | Wappenbegründung: Das Wappen wurde 24. Oktober 1960 vom nordrhein-westfälischen Innenminister verliehen. Die Eiche steht für die Mitgliedsgemeinden Stadt Telgte und Kirchspiel Telgte, der Bieber redend für die Gemeinde Westbevern und der Wellenbalken für die Gewässer Ems und Bever, an denen die Gemeinde des Amtes liegen. |

## Einwohnerentwicklung
| Jahr | Einwohner | Quelle |
| ---- | --------- | ------ |
| 1858 | 5.261     | [ 4 ]  |
| 1871 | 5.360     | [ 5 ]  |
| 1885 | 5.879     | [ 6 ]  |
| 1910 | 7.006     | [ 7 ]  |
| 1939 | 9.706     | [ 8 ]  |
| 1950 | 13.729    | [ 9 ]  |
| 1974 | 16.387    | [ 9 ]  |